# Domagoj Antolić
Domagoj Antolić, né le 30 juin 1990 à Zagreb en Yougoslavie, est un footballeur international croate, qui évolue au poste de milieu de terrain au Lokomotiva Zagreb.

## Biographie

### Carrière en club
Avec le club du Dinamo Zagreb, Domagoj Antolić dispute 16 matchs en Ligue des champions, pour un but inscrit, et 11 matchs en Ligue Europa, pour un but inscrit. Il inscrit son premier but en Ligue des champions le 15 juillet 2014, lors d'un match contre le Žalgiris Vilnius comptant pour le deuxième tour préliminaire de cette compétition.

### Carrière internationale
Domagoj Antolić compte quatre sélections avec l'équipe de Croatie depuis 2014. 
Il est convoqué pour la première fois en équipe de Croatie par le sélectionneur national Niko Kovač, pour un match amical contre l'Argentine le 12 novembre 2014. Le match se solde par une défaite 2-1 des Croates.

## Palmarès
- Avec le Dinamo Zagreb
  - Champion de Croatie en 2008, 2010, 2014, 2015 et 2016
  - Vainqueur de la Coupe de Croatie en 2008, 2015 et 2016
  - Vainqueur de la Supercoupe de Croatie en 2013
- Avec le Legia Varsovie
  - Champion de Pologne en 2018
  - Vainqueur de la Coupe de Pologne en  2018